# Stalinowski proces poetów żydowskich
Stalinowski proces poetów żydowskich – proces i egzekucja trzynastu żydowskich literatów i osób publicznych w ZSRR 12 sierpnia 1952 w moskiewskim więzieniu na Łubiance. Aresztowani w 1948 i 1949 roku byli torturowani i izolowani przez trzy lata, a następnie oskarżono ich o szpiegostwo i zdradę. Proces był częścią antyżydowskich prześladowań przez władze ZSRR na przełomie lat 40. i 50. XX wieku. Pięciu spośród zamordowanych było pisarzami jidyszowymi i członkami Żydowskiego Komitetu Antyfaszystowskiego.

## Żydowski Komitet Antyfaszystowski
W czasie agresji nazistowskich Niemiec na ZSRR, władze sowieckie podjęły wysuwaną przez dwóch bundowców, Henryka Erlicha i Wiktora Altera ideę powstania międzynarodowego komitetu żydowskiego na rzecz walki z hitleryzmem. Organizacji tej nadano nazwę Żydowski Komitet Antyfaszystowski (ŻKA). Po egzekucji Erlicha i Altera na rozkaz Stalina, Komitet działał pod przewodnictwem aktora i reżysera, Salomona Michoelsa. Wchodzący w jego skład znani jidyszowi literaci, aktorzy i lekarze nakłaniali w swoich artykułach, przemówieniach radiowych i podróżach po USA i Wielkiej Brytanii żydowską opinię publiczną do wsparcia ZSRR w walce przeciw nazizmowi.
W czasie nazistowskiego ludobójstwa Żydów i niszczenia pozostałości ich kultury, ŻKA nagłaśniał informacje o ich prześladowaniach i oporze w gettach. Publikował również książki, eseje i zbiory dokumentów. W 1947 Komitet opublikował „Czarną Księgę”, dokument przedstawiający zbrodnie Holocaustu w Europie Środkowo-Wschodniej. W 1948 Komitet służył ZSRR do wyrażania poparcia dla utworzenia państwa izraelskiego po zakończeniu Brytyjskiego Mandatu Palestyny. 
Zwycięstwo aliantów nad III Rzeszą sprawiło, że komitet stał się niepotrzebny. Ponadto, wbrew kalkulacjom na Kremlu, Izrael nie stał się kolejnym państwem realizującym politykę ZSRR. Oba fakty spowodowały odwrót w polityce radzieckiej wobec Komitetu, a szerzej wobec Żydów mieszkających w ZSRR. W listopadzie 1948 Biuro Polityczne KC KPZR rozwiązało Komitet, a władza rozpoczęła kampanię przeciw syjonistom oraz „kosmopolitom”, w rzeczywistości o charakterze antysemickim. 

## Przesłuchania i oskarżenie
Akt oskarżenia przeciwko podsądnym zawierał zarzuty o „kontrrewolucyjne zbrodnie” oraz zorganizowane działanie w celu „obalenia, podważenia lub osłabienia Związku Radzieckiego”. Ponadto napisano, że w śledztwie wykryto dowody, iż oskarżeni wykorzystywali ŻKA do szpiegostwa i szerzenia poglądów antyrządowych. Stwierdzono, że oskarżeni byli wrogami rządu jeszcze przed swoim zaangażowaniem się w ŻKA, zaś sam Komitet pełnił rolę międzynarodowej sieci przekazu antysowieckich poglądów.
Silne skupianie się na nieszkodliwej wymianie informacji między przywództwem ŻKA a przedstawicielami żydowskimi w innych krajach (w tym dziennikarzami amerykańskimi), służyło poparciu zarzutów o szpiegostwo. Kolejnym dowodem oskarżenia był list wystosowany przez ŻKA, będący formalną prośbą o ustanowienie na Krymie nowej żydowskiej ojczyzny.
Wszyscy oskarżeni przechodzili nieustanne przesłuchania, podczas których (z wyjątkiem Icyka Fefera) byli torturowani. Praktyki te doprowadziły do uzyskania wymuszonych i fałszywych zeznań. Jeden z oskarżonych, Josef Józefowicz, zeznał sądowi podczas rozprawy: „byłem gotów zeznać, że jestem bratankiem papieża, działającym na jego osobiste rozkazy”. Inny oskarżony, Boris Szymiełowicz, zeznał, że naliczył ponad dwa tysiące uderzeń w pośladki i pięty. Był on jedynym spośród oskarżonych, który odmówił przyznania się do zarzucanych mu czynów.

## Oskarżeni
- Perec Markisz (1895–1952), poeta jidyszowy, współzałożyciel „Szkoły Pisarzy”, szkoły jidyszowych literatów w Związku Radzieckim
- Dowid Hofsztejn (1889–1952), poeta jidyszowy
- Icyk Fefer (1900–1952), poeta jidyszowy, od 1943 informator NKWD
- Lejb Kwitko (1890–1952), poeta jidyszowy i pisarz dla dzieci
- Dawid Bergelson (1884–1952), wybitny powieściopisarz
- Sołomon Łozowski (1878–1952), dyrektor Sowinformbiuro i zastępca Komisarza Spraw Zagranicznych
- Boris Szymiełowicz (1878–1952), dyrektor medyczny szpitala klinicznego im. Botkina w Moskwie
- Beniamin Zuskin (1899–1952), asystent i następca Solomona Michoelsa na stanowisku dyrektora Państwowego Teatru Żydowskiego w Moskwie
- Josef Józefowicz (1890–1952), badacz pracujący w Rosyjskiej Akademii Nauk i przywódca związku zawodowego
- Leon Talmy (1893–1952), tłumacz, dziennikarz, dawny członek Komunistycznej Partii Stanów Zjednoczonych
- Ilia Watenberg (1887–1952), tłumacz i wydawca Ejnikajt, pisma Żydowskiego Komitetu Antyfaszystowskiego
- Chajka Watenburg-Ostrowskaja (1901–1952), żona Ilii Watenburga, tłumacz pracujący dla Komitetu
- Emilia Teumin (1905–1952), tłumacz i wydawca w Sowinformbiuro
- Solomon Bregman (1895–1953), zastępca komisarza Spraw Zagranicznych. Zapadł w śpiączkę po wystąpieniu potępiającym proces i zmarł w więzieniu 5 miesięcy po egzekucjach
- Lina Stern (lub Sztern) (1878–1968), pierwsza kobieta-naukowiec w ZSRR, słynna m.in. z pionierskich badań nad barierą krew-mózg. Jako jedyna z oskarżonych przeżyła proces.

Niektóre osoby pośrednio lub bezpośrednio związane z ŻKA były również aresztowane w czasie trwania procesu. Solomon Michoels został zamordowany w 1948 na rozkaz Stalina. Pisarz jidyszowy Der Nister został aresztowany w 1949 i zginął w obozie pracy w 1950 roku. Również w 1950 zginął w więzieniu krytyk literacki, Icchak Nusinow, zaś dziennikarzy Szmuela Persowa i Miriam Żeleznową zastrzelono.

## Rozprawa
Rozprawa rozpoczęła się 8 maja 1952, zaś wyrok zapadł 18 lipca tego samego roku. W rozprawie nie uczestniczyli oskarżyciele ani adwokaci, a jedynie trzech sędziów wojskowych. Było to zgodne z ówczesnym prawem sowieckim. Niektórzy z oskarżonych przyznawali się do winy całkowicie, inni częściowo, a pozostali podtrzymywali swoją niewinność. Ponieważ rozprawa była niejawna, oskarżeni wygłaszali wyraziste i często długie mowy, dowodząc swojej niewinności. Mieli oni również możliwość przesłuchiwania samych siebie, co dodatkowo zagęściło atmosferę procesu. Niektóre z pytań zadawanych oskarżonym przez sędziów były niezwiązane ze sprawą, a powodowane prywatną ciekawością. Np. sędziowie często pytali o mięso koszerne i posługę w synagodze.
Na skutek długich mów, sprzeczek i niespójności zeznań pomiędzy oskarżonymi, rozprawa trwała o wiele dłużej, niż oczekiwał rząd. 26 czerwca powołano biegłych w celu rozstrzygnięcia spraw związanych ze zdradą, jednak ci ostatecznie przyznali, że „ich osąd jest niekompletny i niewystarczający”. Stawało się jasne, że pewne fragmenty dowodów strony oskarżającej zostały karykaturalnie rozdmuchane. Na przykład opinia Leona Talmy, że pewna wioska rosyjska jest „nie tak piękna” jak dana wioska koreańska, posłużyła za dowód jego tendencji nacjonalistycznych. Aleksander Szepcow, główny sędzia rozprawy, dostrzegał tak dużą ilość rozbieżności i sprzeczności, że dwukrotnie apelował do przywództwa sowieckiego o rozpoczęcie śledztwa na nowo, jednak za każdym razem nieskutecznie. Nawet po skazaniu podsądnych, Szepcow usiłował przedłużyć proces, odmawiając natychmiastowej egzekucji oskarżonych.

## Wyrok
Treść wyroku brzmiała, że oskarżeni otrzymają „najwyższy wymiar kary za przestępstwa wspólnie przez nich popełnione: egzekucję przez pluton strzelecki, razem z konfiskatą całego majątku”. Sąd odebrał również oskarżonym medale i wystosował petycje o pozbawienie ich pochwał wojskowych, takich jak Order Lenina i Order Czerwonego Sztandaru Pracy. 12 sierpnia 1952 roku trzynastu z osądzonych (z wyjątkiem Liny Stern i Solomona Bregmana) zostało rozstrzelanych. Całość rozprawy i jej rezultat były utrzymywane w tajemnicy, w szczególności w prasie radzieckiej nie pojawiła się żadna wzmianka o sprawie. Rodziny zabitych oskarżono o „bycie krewnymi zdrajców ojczyzny” i wygnano z kraju w grudniu 1952. Nie znali oni losu swoich bliskich aż do listopada 1955, gdy ponownie otwarto rozprawę.
Lina Stern została skazana na 3½ roku pobytu w obozie pracy i 5 lat wygnania, jednak po śmierci Stalina zezwolono jej na powrót do domu i kontynuację badań naukowych. Podczas rozprawy stwierdzono, że jest „winna nie mniej” od pozostałych osądzonych, jednak z powodu prowadzonych przez nią badań uznano ją za pożyteczną i otrzymała mniejszy wyrok. Czas spędzony w więzieniu wliczono jej w poczet pobytu w obozie pracy, dzięki czemu wyszła na wolność natychmiast po skazaniu.
Solomon Bregman doznał zapaści w areszcie i umieszczono go w szpitalu więziennym. Pozostał w śpiączce do swojej śmierci 23 stycznia 1953. 

## Reakcje i skutki
Stalin kontynuował politykę prowokacji antyżydowskich, przygotowując tzw. spisek lekarzy kremlowskich. Kilka tygodni po śmierci Stalina 5 marca 1953, nowe sowieckie przywództwo odżegnało się od „spisku lekarzy”, co jednocześnie wzbudziło wątpliwości co do procesu ŻKA. Wkrótce odkryto, że znaczna część zeznań w tym procesie była wynikiem tortur i przymusu – i postępowanie przeprowadzono od nowa. 22 listopada 1955 Kolegium Wojskowe Sądu Najwyższego orzekło, że „nie było podstaw do zarzutów” i zamknęło rozpatrywaną sprawę.